# George Joannides

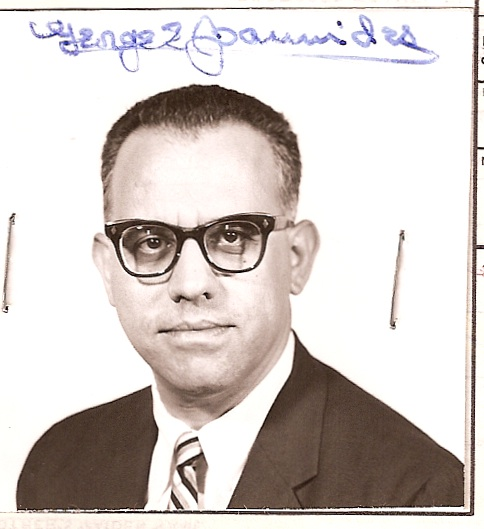
George Joannides (1963)

George Efythron Joannides (* 5. Juli 1922 in Athen; † 9. März 1990 in Houston, Texas) war ein US-amerikanischer CIA-Mitarbeiter, der von 1963 bis 1976 die Abteilung für psychologische Kriegsführung der JMWAVE-Station der Agentur in Miami leitete.

## Leben
George Joannides kam mit seiner Familie 1923 nach New York, wo er das City College of New York und die St. John’s University School of Law besuchte. Er war zunächst für die griechischsprachigen Zeitung National Herald tätig, bevor er 1949 nach Washington zog, um für den Informationsdienst der griechischen Botschaft zu arbeiten.
1952 trat er der CIA bei und wurde 1963 Chef der Abteilung für psychologische Kriegsführung der JMWAVE-Station der CIA in Miami, wo ihm 24 Mitarbeiter und ein Budget von 1,5 Millionen US-Dollar zur Verfügung standen. In dieser Rolle war er auch als „Howard“, „Mr. Howard“ und „Walter Newby“ bekannt. Joannides leitete und finanzierte das Directorio Revolucionario Estudantil (DRE), oder Student Revolutionary Directorate, eine Gruppe von Exilkubanern, deren Offiziere in den Monaten vor der Ermordung von John F. Kennedy am 22. November 1963 Kontakt zu Lee Harvey Oswald hatten. Nach einigen Berichten, die mit der für CIA-Operationen typischen „plausiblen Leugnung“ gestaltet wurden, bestand der Plan darin, Oswald mit Fidel Castros Regierung in Verbindung zu bringen, ohne die Rolle der CIA offenzulegen.
1976 verließ er die Agentur, um in Washington eine Anwaltskanzlei für Einwanderungsrecht zu eröffnen.
1978 berief die CIA Joannides als Verbindungsmann in den Sonderausschuss des US-Repräsentantenhauses für Attentate, insbesondere im Hinblick auf den Tod von Kennedy. Der Reporter der Washington Post, Jefferson Morley, schrieb, dass „der Spion 1963 den Ermittlern des Kongresses, die er unterstützen sollte, Informationen über seine eigenen Handlungen vorenthielt. Verbannte, die mit Oswald zusammenstießen und ihn überwachten, kamen ans Licht.“
Joainnides zog sich im November 1978 endgültig aus der CIA zurück.
2013 schrieben John R. Tunheim und Thomas E. Samoluk im Boston Herald: „Es gibt eine Reihe von Dokumenten, die die CIA noch immer schützt, und die freigegeben werden sollten. Gestützt auf ungenaue Darstellungen der CIA Mitte der 1990er Jahre, entschied das Review Board, dass Aufzeichnungen über einen verstorbenen CIA-Agenten namens George Joannides für die Ermordung Kennedys nicht relevant waren. Nachfolgende Arbeiten von Forschern unter Verwendung anderer vom Board veröffentlichter Aufzeichnungen zeigen jedoch, dass diese Aufzeichnungen durchaus veröffentlicht werden sollten.“
Joannides sprach außer Englisch auch Griechisch, Französisch und Spanisch. Er und seine Frau Violet hatten drei Kinder und lebten in Pinecrest, Florida. In späteren Jahren hatte Joannides Herzprobleme und zog nach Houston, Texas, um sich von Michael Ellis DeBakey medizinisch behandeln zu lassen.